# Mexikoplatz (Berlin)
Der Mexikoplatz ist ein Wohn- und Schmuckplatz im Berliner Ortsteil Zehlendorf im Bezirk Steglitz-Zehlendorf und Vorplatz des gleichnamigen Bahnhofs.

## Geschichte
1904/05 wurde von den Architekten Hart & Lesser der repräsentative Bahnhof Zehlendorf-Beerenstraße auf der Strecke Berlin–Potsdam errichtet, als Anbindung für die ihn umgebende Vorortkolonie Zehlendorf-West. Von 1905 bis 1907 wurde der Platz vor dem Bahnhof als Schmuckplatz mit Wohn- und Geschäftshäusern ausgestaltet.
Der Platz wurde von dem Zehlendorfer Gartendirektor Emil Schubert als symmetrisches Ensemble angelegt, das von der Argentinischen Allee in zwei Hälften geteilt wird. Auf jeder Seite befindet sich ein Gebäudeblock mit Springbrunnen und Blumenrabatten, der auf der jeweils anderen Seite gespiegelt wird.
Die umgebenden Wohn- und Geschäftshäuser wurden von Otto Kuhlmann nach einheitlichen Gestaltungsgrundsätzen entworfen.
Der bis dahin namenlose Platz erhielt 1959 seinen heutigen Namen in Anlehnung an die ihn umgebenden Straßen, die teilweise nach mittel- und südamerikanischen Ländern und Hauptstädten benannt sind.
Anlässlich der 750-Jahr-Feier der Stadt Berlin im Jahr 1987 wurde der Platz saniert und der Bahnhof in Mexikoplatz umbenannt und als Gartendenkmal ausgewiesen.

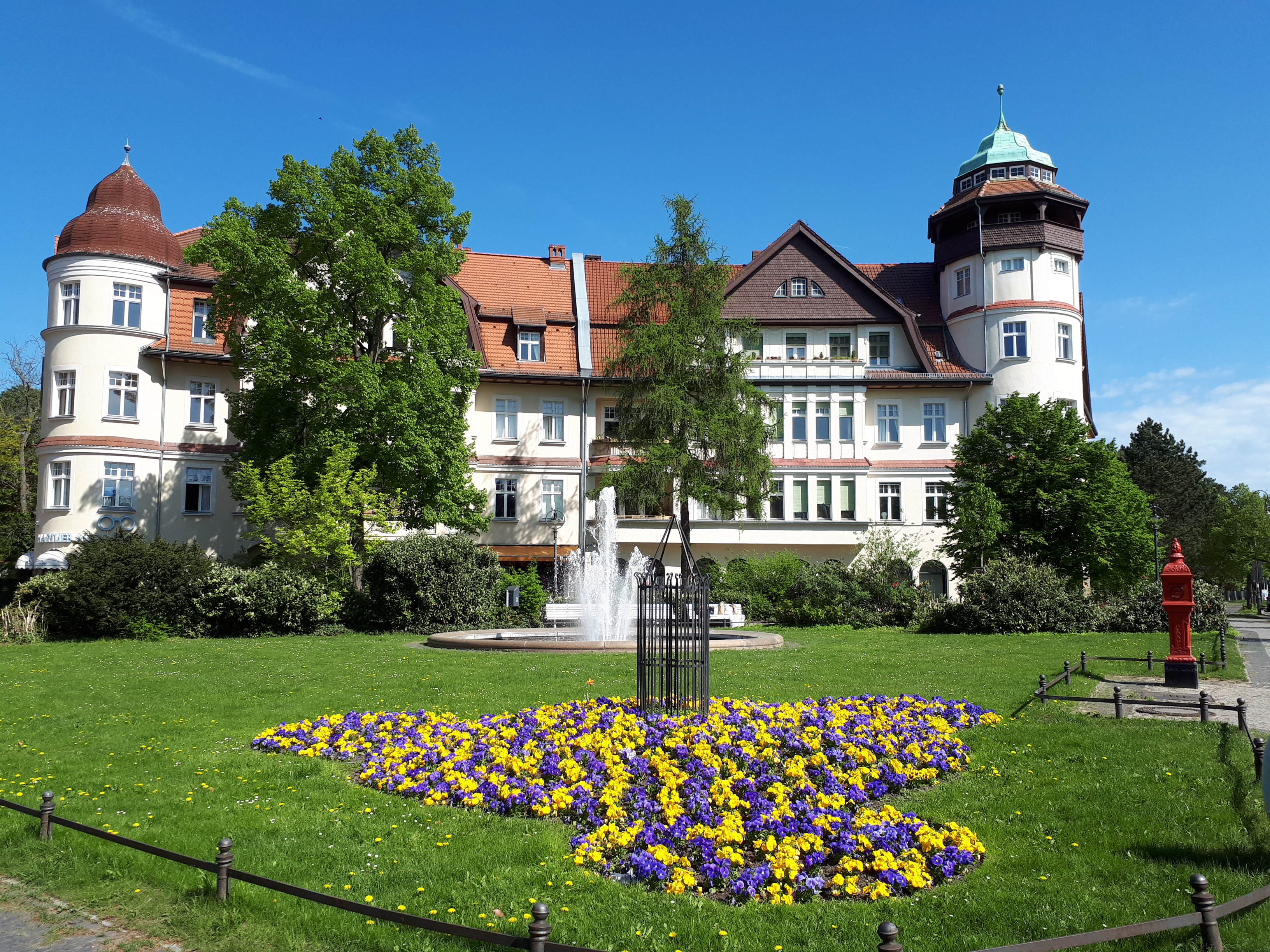
Mexikoplatz westlich …
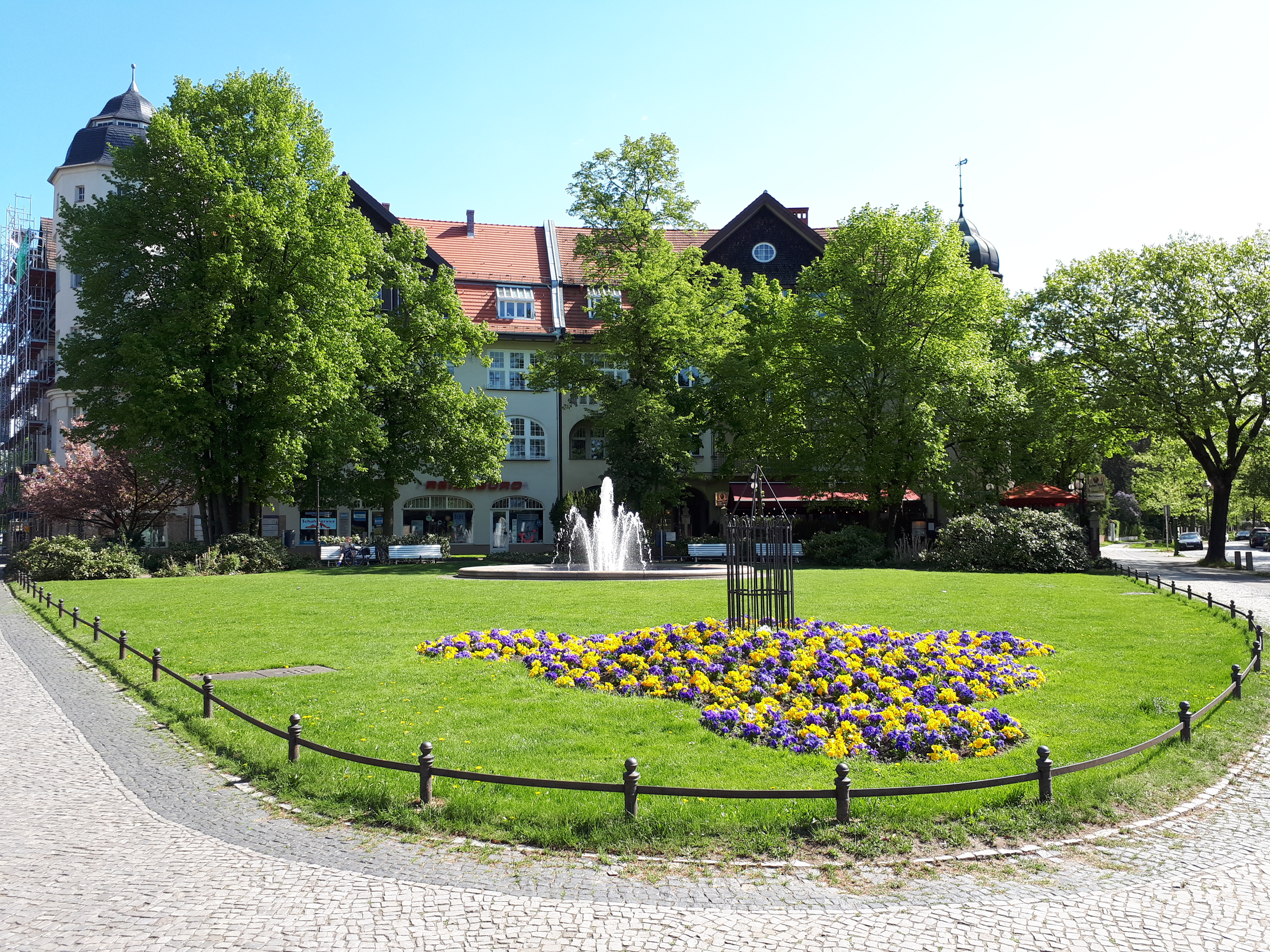
… und östlich der Argentinischen Allee
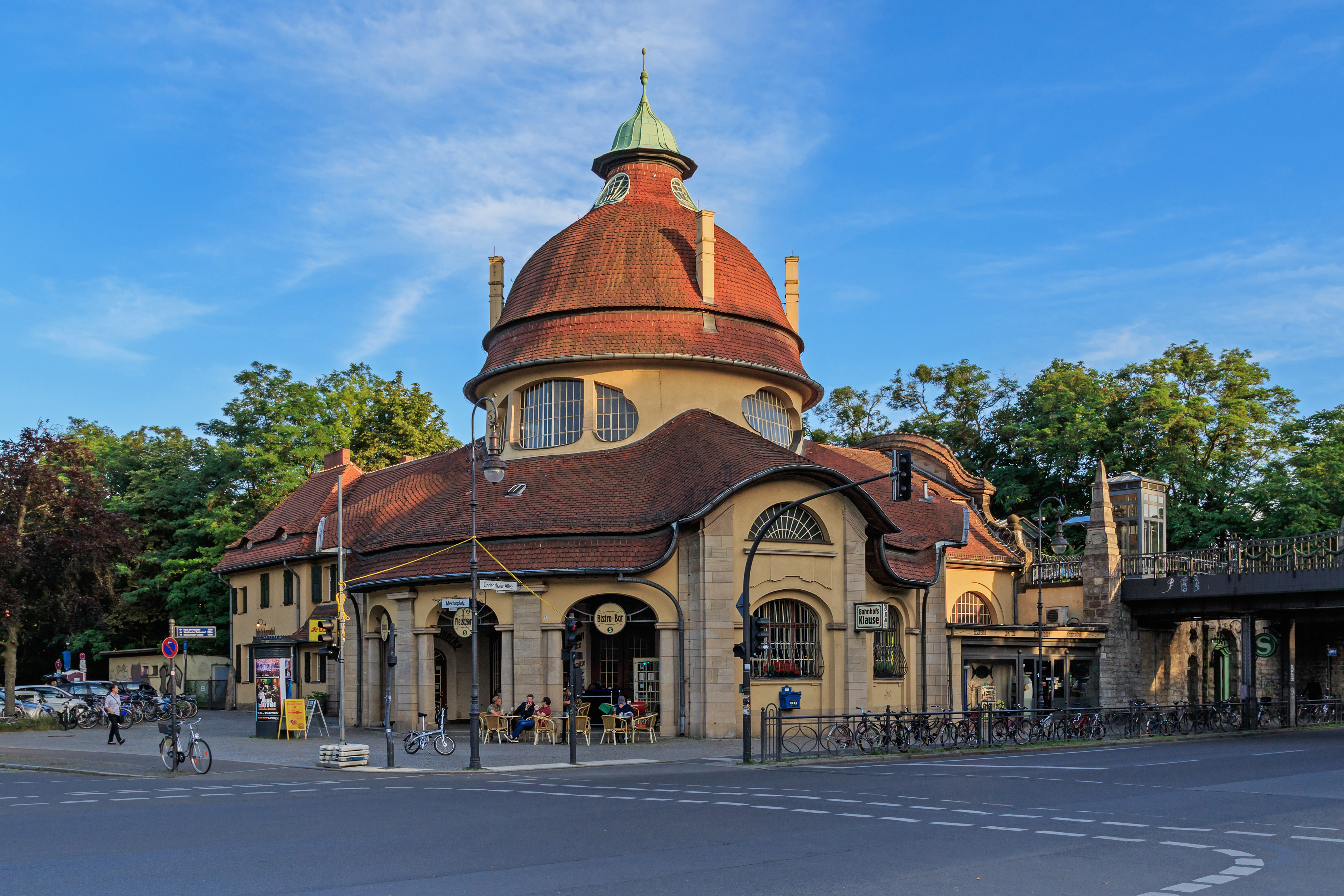
Bahnhof Mexikoplatz